# Galeus sauteri
Galeus sauteri es una especie de peces de la familia Scyliorhinidae en el orden de los Carcharhiniformes.

## Morfología
• Los machos pueden llegar alcanzar los 38 cm de longitud total.

## Hábitat
Es un pez de mar que vive entre 60-90 m de profundidad.

## Distribución geográfica
Se encuentra en el Japón Taiwán y Filipinas.